# Васюнино (Владимирская область)
Васюнино — деревня в Гусь-Хрустальном районе Владимирской области России, входит в состав муниципального образования «Посёлок Золотково».

## География
Деревня расположена в 17 км на северо-восток от центра поселения посёлка Золотково и в 35 км на восток от Гусь-Хрустального.

## История
В конце XIX — начале XX века деревня входила в состав Заколпской волости Меленковского уезда, с 1926 года — в составе Гусевского уезда. В 1859 году в деревне числилось 12 дворов, в 1905 году — 22 двора, в 1926 году — 41 дворов.
С 1929 года деревня являлась центром Васюнинского сельсовета Гусь-Хрустального района, с 1940 года — в составе Крюковского сельсовета, с 1971 года — в составе Лесниковского сельсовета, с 2005 года — в составе муниципального образования «Посёлок Золотково».

## Население
| 1859 | 1905 | 1926 | 2002 | 2010 | 2021 |
| ---- | ---- | ---- | ---- | ---- | ---- |
| 78   | ↗117 | ↗199 | ↘1   | ↘0   | →0   |